# Carolina confessions
Carolina Cofessions is het derde studioalbum van  de Amerikaanse rockband Marcus King Band. De band staat onder leiding van zanger, gitarist en liedschrijver Marcus King (afkomstig uit Greenville, South Carolina).  

## Muziek
De Marcus King Band speelt een relaxte en gevoelige mengeling van blues, rock, soul, jazz en funk muziek. De gevoelige zang doet denken aan soulmuziek, wat wordt versterkt door de blaasinstrumenten en de achtergrondzang. Op sommige ingetogen nummers speelt de akoestische gitaar een belangrijke rol. Alle nummers zijn geschreven door Marcus King, behalve How Long, dat hij heeft geschreven samen met Dan Auerbach (the Black Keys) en country singer/songwriter  Pat McLaughlin. 

## Tracklist
1. Confessions - 5:23
2. Where I’m headed – 4:53
3. Homesick – 5:22
4. 8 A.M. – 3:38
5. How long – 4:40
6. Remember 4:01
7. Side door 4:24
8. Autumn rains 4:01
9. Welcome ‘round here – 4:21
10. Goodbye Carolina 6:15

## Muzikanten
- Marcus King – elektrische en akoestische gitaar, pedaal steelgitaar en zang
- Stephen Campbell - basgitaar
- Jack Ryan – drums
- DeShawn “D. Vibes” Alexander – keyboards, orgel
- Dean Mitchell – tenor- en baritonsaxofoon en fluit
- Justin Johnson – trompet, trombone en tamboerijn

- Achtergrondzang: Kristen Rogers (op tracks 2, 3, 4, 10)

## Album
Dit album is verschenen op 5 oktober 2018 in de RCA Studio A in Nashville, Tennessee. In die studio zijn o.a. albums geproduceerd van Joe Cocker, BB King, Dolly Parton en Waylon Jennings. Carolina Confessions is geproduceerd door Dave Cobb, die ook de nieuwste albums van Chris Stapleton en John Prine heeft geproduceerd. Het album is gemasterd door Paul Blackmore en gemixt door Chris Taylor en Eddie Spear. 
De plaat is uitgebracht op het Fantasy label. Het is verschenen als cd en als lp (vinyl). Op de site van Discogs is de discografie van dit album te raadplegen. Zie bronnen en referenties.
| land                        | piek |
| --------------------------- | ---- |
| VS Blues chart              | 2    |
| VS Heartseakers album chart | 2    |
| VS Top current albums       | 55   |
| Zwitserland                 | 76   |
| Nederland                   | 89   |
| België                      | 126  |